# Krnov (Liboš)
Krnov (německy Jägersfeld) je bývalá obec, nyní katastrální území a základní sídelní jednotka obce Liboš v Olomouckém kraji, okres Olomouc. Rozkládá se asi 1,5 km západně od Liboše u řeky Oskavy.

## Historie
Krnov vznikl roku 1789 jako osada obce Žerotín. Přifařen byl ale do Hnojic, kam chodily i místní děti do školy. Roku 1867 se Krnov osamostatnil, byl poté samostatnou obcí v politickém a soudním okrese Šternberk. Národnostně šlo o obec čistě českou (např. v roce 1930 zde žilo 153 obyvatel, všichni Češi). Protože byl založen na místě vysušeného rybníka, nebyla zde až do regulace řeky Oskavy ve druhé polovině 19. století vhodná půda pro zemědělství. V roce 1871 byla postavena kaple sv. Antonína Paduánského. Postupně byla také zbudována silnice spojující Krnov se Žerotínem a Štěpánovem, v roce 1938 byla obec elektrifikována a po druhé světové válce byla mj. vybudována kanalizace. S Liboší byl Krnov sloučen v roce 1960.